# 青森県立三沢商業高等学校
青森県立三沢商業高等学校（あおもりけんりつ みさわしょうぎょうこうとうがっこう、英: Aomori Prefectural Misawa Commercial High School）は、青森県三沢市春日台二丁目に所在する公立の商業高等学校。通称、沢商（さわしょう）。平成から令和の現在まで、我が国の簿記教育の最先端を担う「SAH」（スーパー・アカウンティング・ハイスクール）指定を受けている。

## 設置学科
全日制課程 2学科（1年次はくくり募集で、学科に分かれるのは2年次以降）
- 商業科
- 情報処理科

## 沿革
- 1963年（昭和38年）
  - 4月1日 - 「青森県立三沢商業高等学校」が開校。
  - 4月7日 - 開校式および第1回入学式を挙行。商業科4学級でスタート。
- 1971年（昭和46年）4月1日 - 商業科を営業科・事務科・経理科の3学科に細分化。
- 1973年（昭和48年）9月19日 - プールが完成。
- 1974年（昭和49年）5月23日 - 第1体育館が完成。
- 1975年（昭和50年）4月1日 - 情報処理科を新設。4学科体制となる。
- 1979年（昭和54年）4月1日 - 8年ぶりに営業科・事務科・経理科の3学科を統合し、商業科を設置。2学科体制となる。
- 1980年（昭和55年）
  - 3月31日 - 野球場が完成。
  - 7月31日 - 生徒会館が完成。
  - 12月24日 - 第2体育館が完成。
- 1985年（昭和60年） - ラグビー部が花園全国大会に初出場。
- 1986年（昭和61年） - 野球部が夏の甲子園に初出場。
- 1987年（昭和62年）12月17日 - 屋内練習場が完成。
- 1991年（平成3年）4月1日 - 流通経済科を新設。3学科体制となる。
- 1992年（平成4年）11月4日 - コンピューターネットワークが完成。
- 1993年（平成5年）10月6日 - 総合実践室を整備。
- 1998年（平成10年）3月26日 - 武道館が完成し、「拓心館」と命名。
- 2003年（平成15年）3月10日 - 屋外部室棟が完成。
- 2010年（平成22年）
  - 1月20日 - 生徒会館を改装。
  - 4月1日 - 流通経済科の募集を停止。商業科と情報処理科をくくり募集とする。
- 2012年（平成24年）3月31日 - 流通経済科を廃止。
- 2015年（平成27年）7月22日 - 野球部が29年ぶりに夏の甲子園に出場。八戸学院光星高等学校に延長12回サヨナラ勝ち。

## 部活動
部活動は全員加入制ではなくなった。部活動名の後の()内は部活に加入できる性別であり、マネージャーはこの限りではない。
| - 運動系部活動 - 野球部(男) - バスケットボール部(女) - ソフトボール部(女) - サッカー部(男) - ソフトテニス部(女) - バレーボール部(女) - ラグビー部(男) - 卓球部(男・女) - バドミントン部(女) | - 文化系部活動、同好会 - 吹奏楽部(男・女) - ワープロ部(男・女) - ITA部(男・女) - 珠算部(男・女) - 簿記部(男・女) - 茶道部(男・女) - 英語同好会(男・女) |

## 日商簿記甲子園
- 2024年度、第1回全国高等学校日商簿記選手権大会（日商簿記甲子園）開催（日商簿記検定施行70周年記念事業）の参加校である。

## 著名な出身者
- 瀬崎隼人（ラグビー NECグリーンロケッツ）
- 浪岡祐貴（ラグビー 豊田自動織機シャトルズ）
- 原田真千子（プロバスケット選手 荏原製作所）
- 佐々木明義（元プロ野球選手 オリックス→読売ジャイアンツ）
- 坂本隆志 (ゲームプログラマ テトリスの移植者)
- 山本希望 (声優)
- 沢居寛也（ラグビー 神戸製鋼コベルコスティーラーズ）
- 鶴ヶ﨑好昭（ラグビー パナソニック ワイルドナイツ）
- 小桧山吉紀（三沢市長）